# 제프리 팰콘
제프리 팰콘(Jeffrey Falcon, 1962년 1월 1일 ~ )은 미국의 배우, 영화배우이다.
미국에서 태어났다.

## 영화
- 6현의 사무라이 (1998년)
- 동방풍운 (1990년)
- 땡큐 마담 2 (1990년)
- 용지쟁패 (1989년)
- 무적쾌차 (1988년)
- 땡큐 마담 (1988년)
- 홍콩 여복성 (1986년)